# Император Наполеон I
„Император Наполеон I“ (на италиански: „Napoleone I, imperatore“) е картина на френския художник Франсоа Жерар от първото десетилетие на XIX век. Картината (230 х 149 см) е изложена в Зала 54 на Национален музей „Каподимонте“ в Неапол, Италия. Използваната техника е маслени бои върху платно. 

## История
Франсоа Жерар рисува официалния портрет на Наполеон Бонапарт през 1805 г. Портретът, първоначално предназначен за Хотел дьо Талейран, по-късно е преместен във Версайски дворец. Впоследствие са изработени множество копия на картината с цел да бъдат разпратени до всички страни, съставляващи империята. Едно от тях пристига в Неапол, вероятно заедно с пристигането на Жоашен Мюра на 1 август 1808 г., макар че първоначалното му местоположение е неизвестно. С реставрацията на Бурбоните на трона на Кралството на двете Сицилии картината е скрита в плевня в Кралския дворец в Портичи, далеч от хорските очи, до момента, в който през 40-те години на 19 век се установява, че тя е дело на Франсоа Жерар и е изложена на Благородническия (1-ви) етаж на двореца. От инвентаризация от 1874 г. се оказва, че произведението се приписва на Ан-Луи Жироде дьо Руси-Триосон и е преместено в двореца Каподимонте, което по-късно става окончателното му местоположение – в Зала 54 на Национален музей „Каподимонте“, в района на Кралските апартаменти.

## Описание
Макар че платното е копие, то има свои особености, различни от тези на оригинала. Наполеон Бонапарт е изобразен почти като Давид на Микеланджело, изправен в цял ръст с лавров венец на главата и облечен в мантията на император, като в дясната си ръка държи скиптъра на Шарл V. Докато на фона може да се види императорският трон, то вдясно от Наполеон, върху възглавница, се забелязват Ръката на справедливостта и императорският глобус. Празничните тонове на творбата могат да бъдат разпознати както в ярките цветове, така и в нейната рамка, френско производство и увенчана от корниз с емблемите на Наполеон.